# Selkirkia
- Commons
- Wikispecies

Selkirkia é um gênero de plantas pertencente à família Boraginaceae.